# Casigneta bilobata
Casigneta bilobata är en insektsart som beskrevs av Heinrich Hugo Karny 1926. Casigneta bilobata ingår i släktet Casigneta och familjen vårtbitare. Inga underarter finns listade i Catalogue of Life.